# ウチリック環礁
座標: 北緯11度16分00秒 東経169度47分00秒 / 北緯11.26667度 東経169.78333度
ウチリック環礁(あるいはウツリック、またはウトロック)は、10の小島から成る太平洋上の環礁で、マーシャル諸島のラタック列島に属している。小島を合わせてた陸地の面積は2.43km2であるが、環礁の総面積は57.7km2にもなる
ウチリック環礁の人口は1999年度で409人であり、マーシャル諸島の中で人が定住している場所としては最北になる。
環礁内の主な島としては、ウチリック島、アオン島、ビクラック島、パイク島、アロック島、ナラップ島がある。